# Thomas Heatherwick
Thomas Alexander Heatherwick, född 17 februari 1970 i London, är en brittisk formgivare och arkitekt.
Thomas Heatherwick studerade 3D-formgivning på Manchester Polytechnic och Royal College of Art i London. Efter examen grundade han Heatherwick Studio 1994.

## Verk i urval
- The Rolling Bridge, Paddington Basin, London
- East Beach Café, Littlehampton, West Sussex, 2005
- UK Pavilion, Shanghai Expo 2010
- Nya Routemaster, Londonbuss, 2010-talet
- Bombay Sapphire Distillery i Hampshire, 2014
- Zeitz Museum of Contemporary African Art, Kapstaden, Sydafrika
- Vessel, New York, USA, 2019

## Bidgalleri

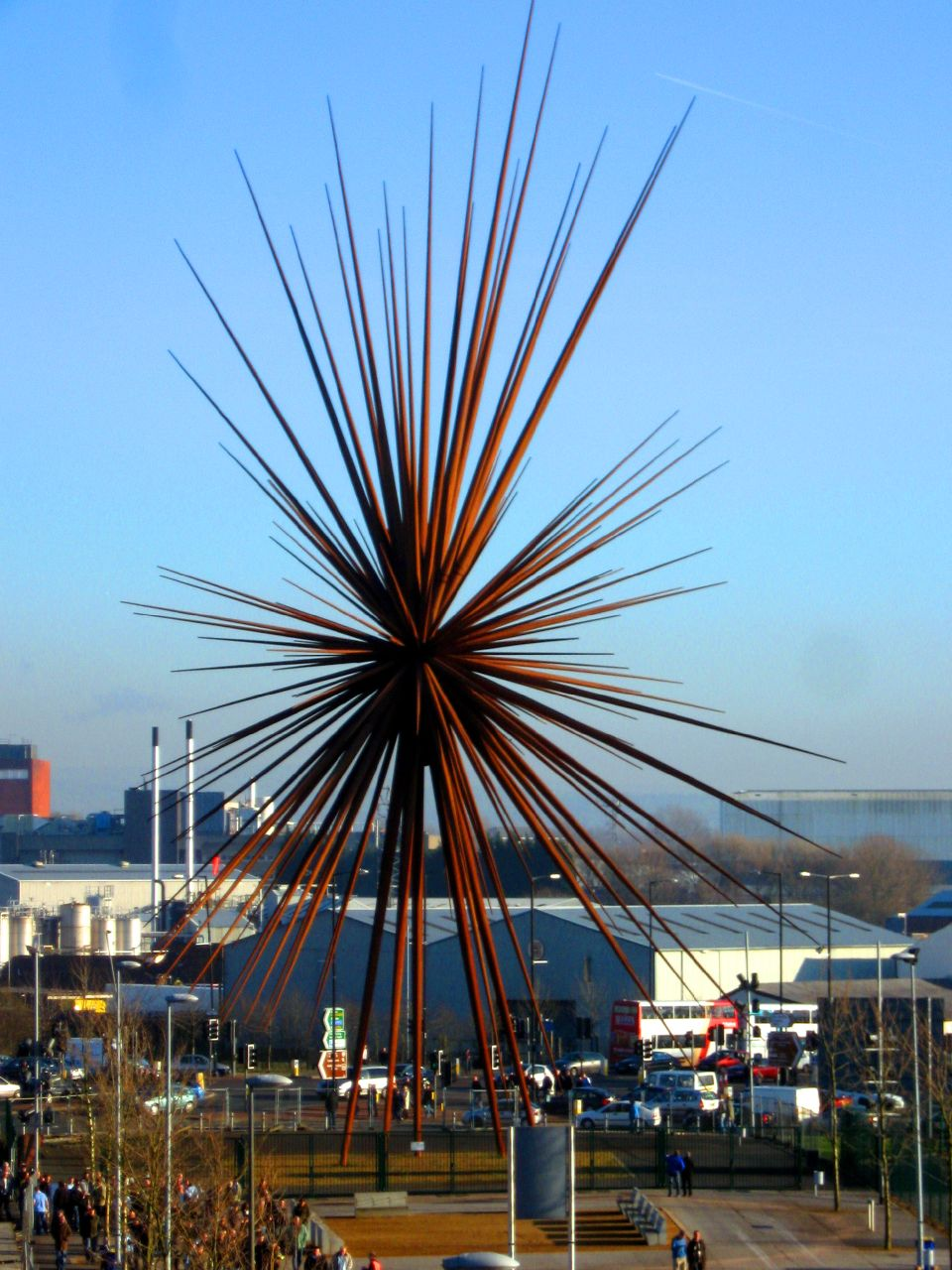
B of the Bang, Manchester
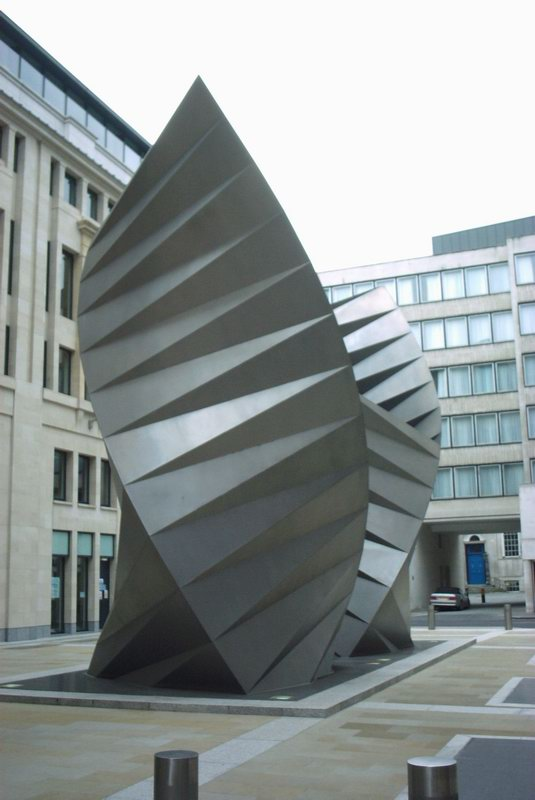
Paternoster Vents i Bishops Court nära Paternoster Square i London
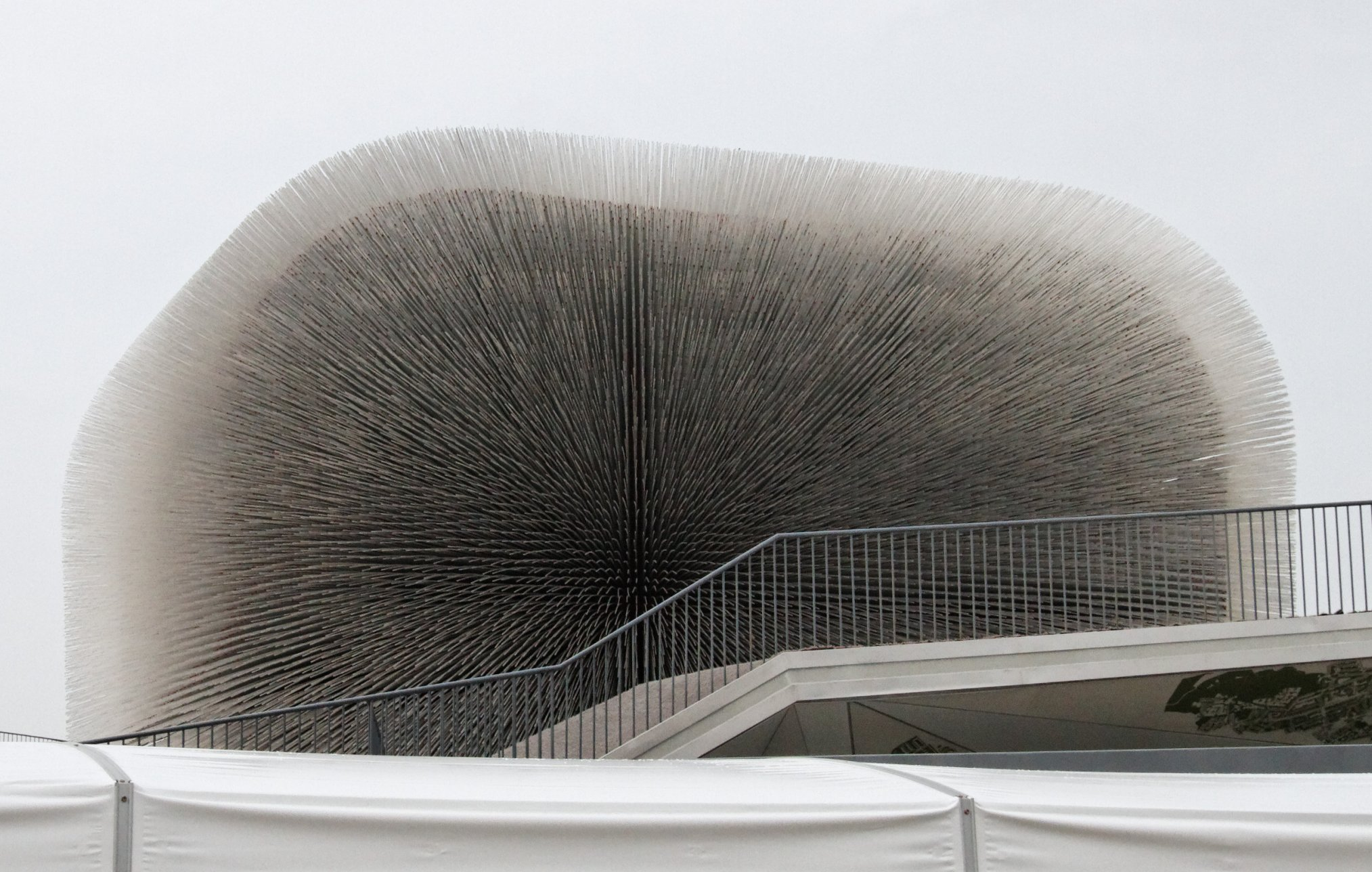
Brittiska paviljonen på 2010 års Shanghai-utställning
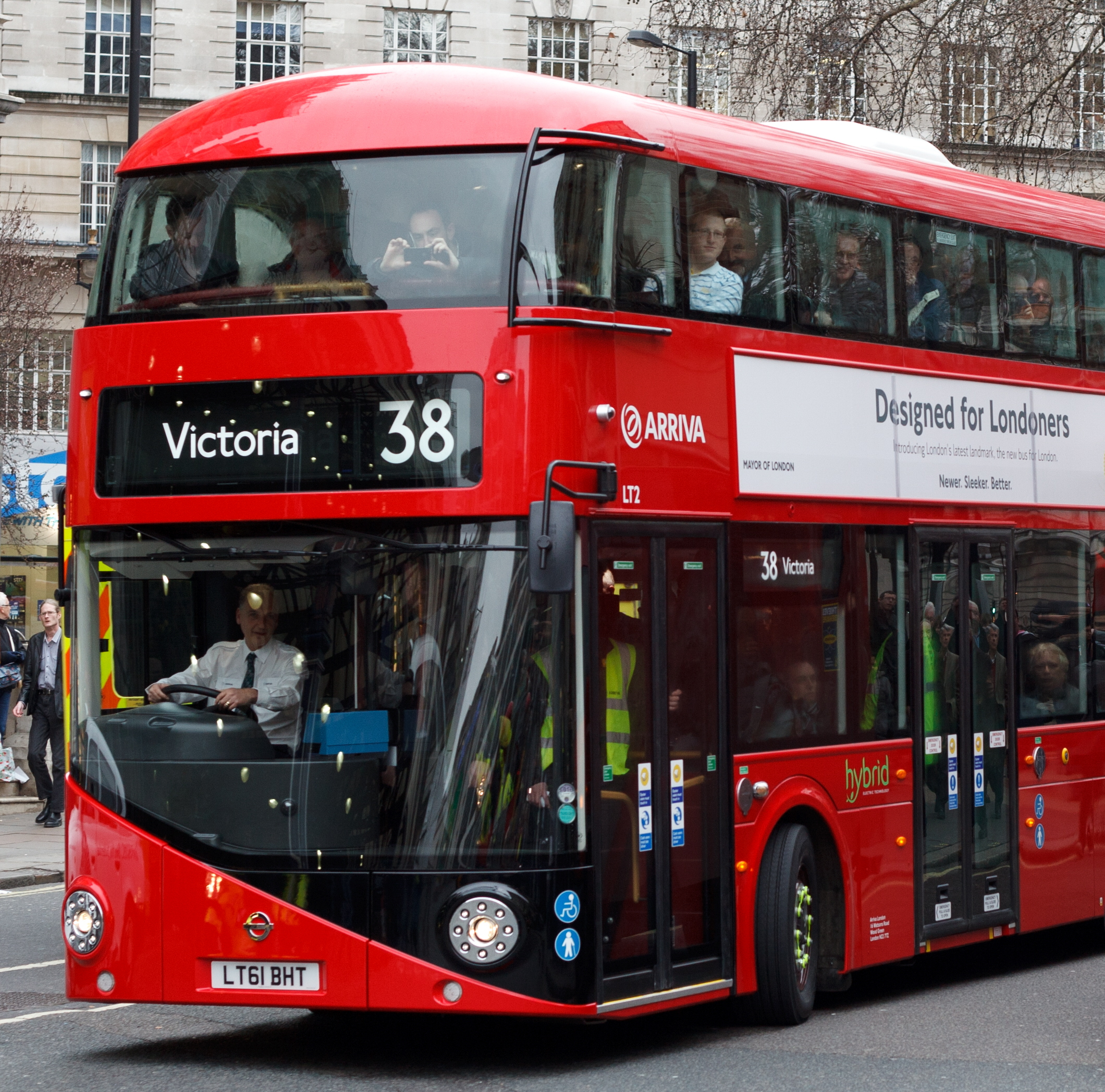
Nya Routemaster
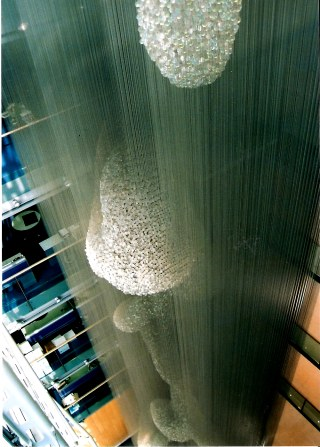
Bleigiessen, Wellcome Trust i London
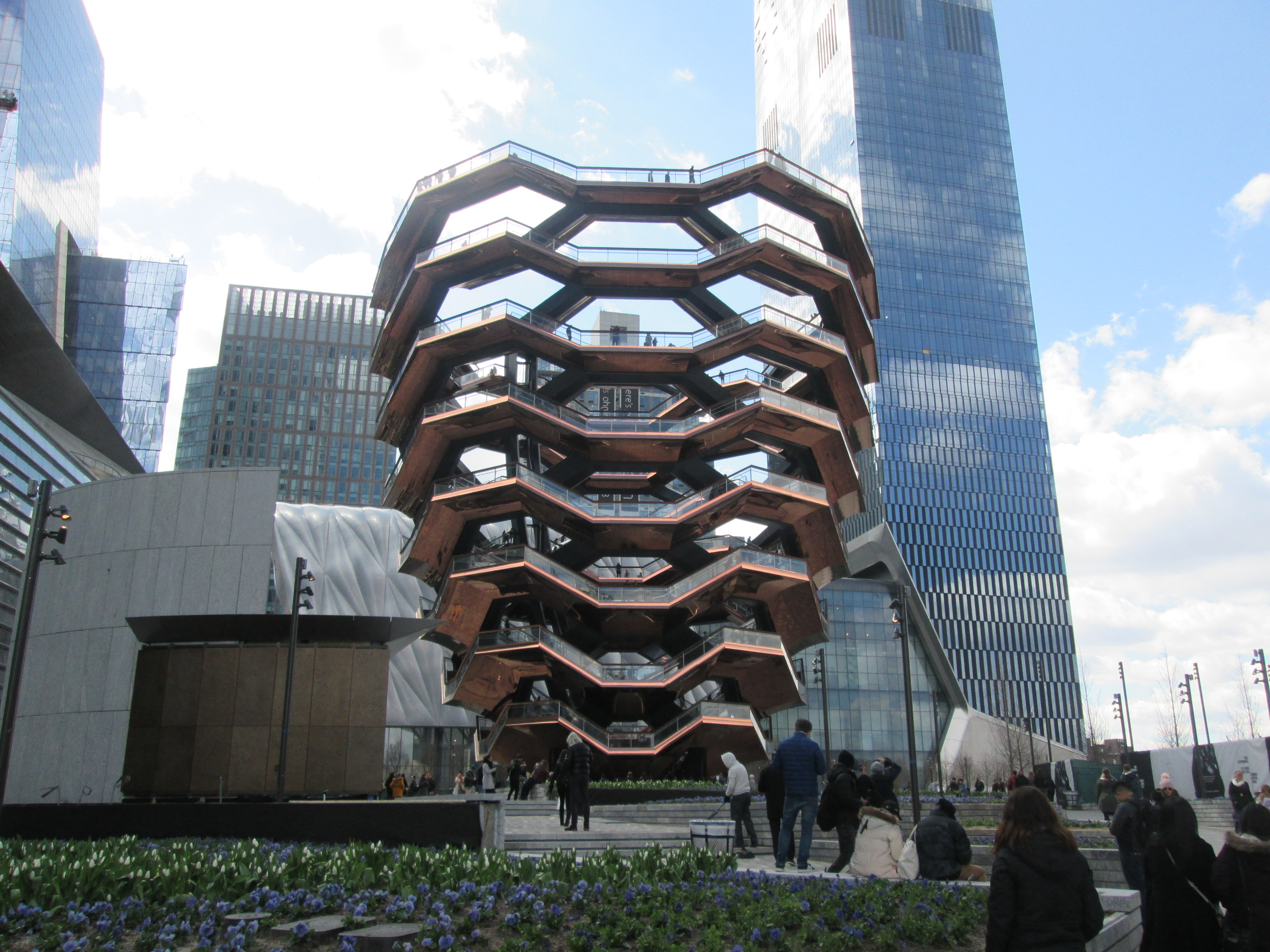
Vessel i New York